# 1977 en basket-ball
Chronologie du basket-ball
1976 en basket-ball - 1977 en basket-ball - 1978 en basket-ball
Les faits marquants de l'année 1977 en basket-ball

## Récapitulatifs des principaux vainqueurs de compétitions 1976-1977

### Masculins
En 1977 c'est la franchise des portland trail blazers qui remporte leur premier titre NBA

## Récompenses des joueurs enNBA

### Meilleur joueur de la saison régulière  (MVP)
| - Kareem Abdul-Jabbar, Los Angeles Lakers |

### Meilleur joueur de la finale NBA
| - Bill Walton, Portland Trail Blazers |